# Euxoga balba
Euxoga balba är en fjärilsart som beskrevs av Paul Dognin 1908. Euxoga balba ingår i släktet Euxoga och familjen tandspinnare. Inga underarter finns listade i Catalogue of Life.